# Gasteracantha biloba
Gasteracantha biloba är en spindelart som först beskrevs av Tord Tamerlan Teodor Thorell 1878.  Gasteracantha biloba ingår i släktet Gasteracantha och familjen hjulspindlar. Inga underarter finns listade i Catalogue of Life.